# Amt Elsterland
Amt Elsterland és un amt ("municipalitat col·lectiva") del districte d'Elbe-Elster, a Brandenburg, Alemanya. Té una extensió de 113,93 km² i una població de 4.442 habitants (2020). Limita a l'oest amb la ciutat de Uebigau-Wahrenbrück, al nord amb Doberlug-Kirchhain, a l'est amb l'Finsterwalde i l'Amt Plessa i al sud amb la ciutat de Bad Liebenwerda. La seu és a Golßen. El burgmestre és Jörg Gampe.

## Subdivisions
L'Amt Elsterland és format pels municipis:
1. Heideland
2. Rückersdorf
3. Schilda
4. Schönborn
5. Tröbitz